# Verwaltungsgemeinschaft Betzenstein
In der Verwaltungsgemeinschaft Betzenstein im oberfränkischen Landkreis Bayreuth haben sich folgende Gemeinden zur Erledigung ihrer Verwaltungsgeschäfte zusammengeschlossen:
1. Betzenstein, Stadt, 2515 Einwohner, 51,84 km²
2. Plech, Markt, 1349 Einwohner, 15,29 km²

Der Sitz der Verwaltungsgemeinschaft ist Betzenstein.